# Panoor
Panoor è una suddivisione dell'India, classificata come census town, di 16.288 abitanti, situata nel distretto di Kannur, nello stato federato del Kerala. In base al numero di abitanti la città rientra nella classe IV (da 10.000 a 19.999 persone).

## Geografia fisica
La città è situata a 11° 45' 07 N e 75° 35' 45 E.

## Società

### Evoluzione demografica
Al censimento del 2001 la popolazione di Panoor assommava a 16.288 persone, delle quali 7.433 maschi e 8.855 femmine. I bambini di età inferiore o uguale ai sei anni assommavano a 2.028, dei quali 1.039 maschi e 989 femmine. Infine, coloro che erano in grado di saper almeno leggere e scrivere erano 13.309, dei quali 6.178 maschi e 7.131 femmine.